# Caroline Patatt
Caroline Patatt (Arroio do Tigre, 29 de junho de 1988) é uma jornalista brasileira.

## Biografia
Filha de Mara Rejani Bauer e de Domingos Sávio Patatt, Carol Patatt morou em Sobradinho dos 7 aos 16 anos de idade e depois em Cruz Alta, onde graduou-se em Jornalismo pela Universidade de Cruz Alta.
Ingressou na televisão no final de 2009, na RBS Cruz Alta. Logo em seguida, mudou-se para Porto Alegre, onde se especializou e pós-graduou em Jornalismo Esportivo pela Universidade Federal do Rio Grande do Sul.
Atuou como repórter na TV Record RS e integrou temporariamente a equipe da Fox Sports, na cobertura da Rio 2016. Retornou a Record, onde saiu meses depois e no ano seguinte, foi coordenadora da TVE RS até novamente voltar ao Fox Sports, onde já atuou como apresentadora eventual do "Boa Tarde Fox", além de atuar como repórter e na produção de programas da emissora até o fim de 2019, quando deixou a emissora a fim de ser especializar-se em Portugal.